# Gaio Considio Longo
Gaio Considio Longo (... – Tisdro, 46 a.C.) è stato un politico e militare romano di epoca tardo repubblicana.
Politico di origine plebea e appartenente alla fazione pompeiana, fu eletto pretore nel 58 a.C.

Nominato poi propretore in Africa nel 50 a.C., aveva lasciato temporaneamente la provincia per porre la sua candidatura al
consolato, lasciandone l'amministrazione ad interim al suo legato Q.Ligario.

Nel 46, durante la guerra africana condotta da Cesare contro i resti delle forze pompeiane, era al comando del presidio di Hadrumetum (tenuto da seguaci di Pompeo da poco ucciso in Egitto) .

Lasciò poi la città, sempre combattendo dalla parte dei pompeiani superstiti; insieme a P. Azio Varo occupò la città di Curubis (Kourba). La sua opera in questa città è ricordata anche in un'iscrizione lì ritrovata.
 
Continuò a combattere le truppe romane di Cesare e i suoi alleati africani finché, sempre nel 46 a.C., venne ucciso da cavalieri getuli mentre difendeva la città di Tisdro contro i cesariani.